# رودینوو
رودینوو (به چکی: Rodinov) یک منطقهٔ مسکونی در جمهوری چک است که در ناحیه پلهریموو واقع شده‌است. رودینوو ۶٫۰۸ کیلومتر مربع مساحت و ۲۱۷ نفر جمعیت دارد و ۵۹۸ متر بالاتر از سطح دریا واقع شده‌است.

## نگارخانه

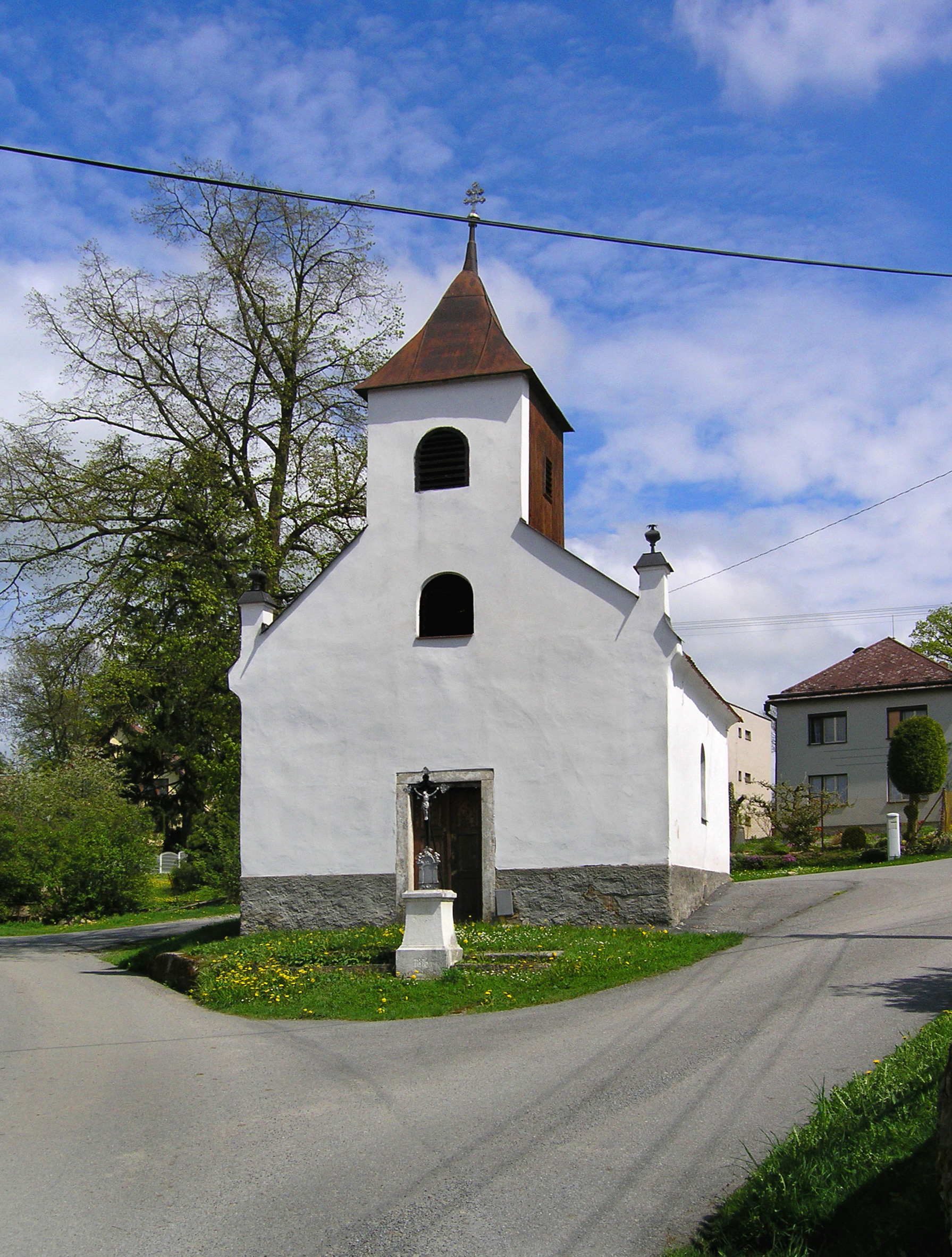
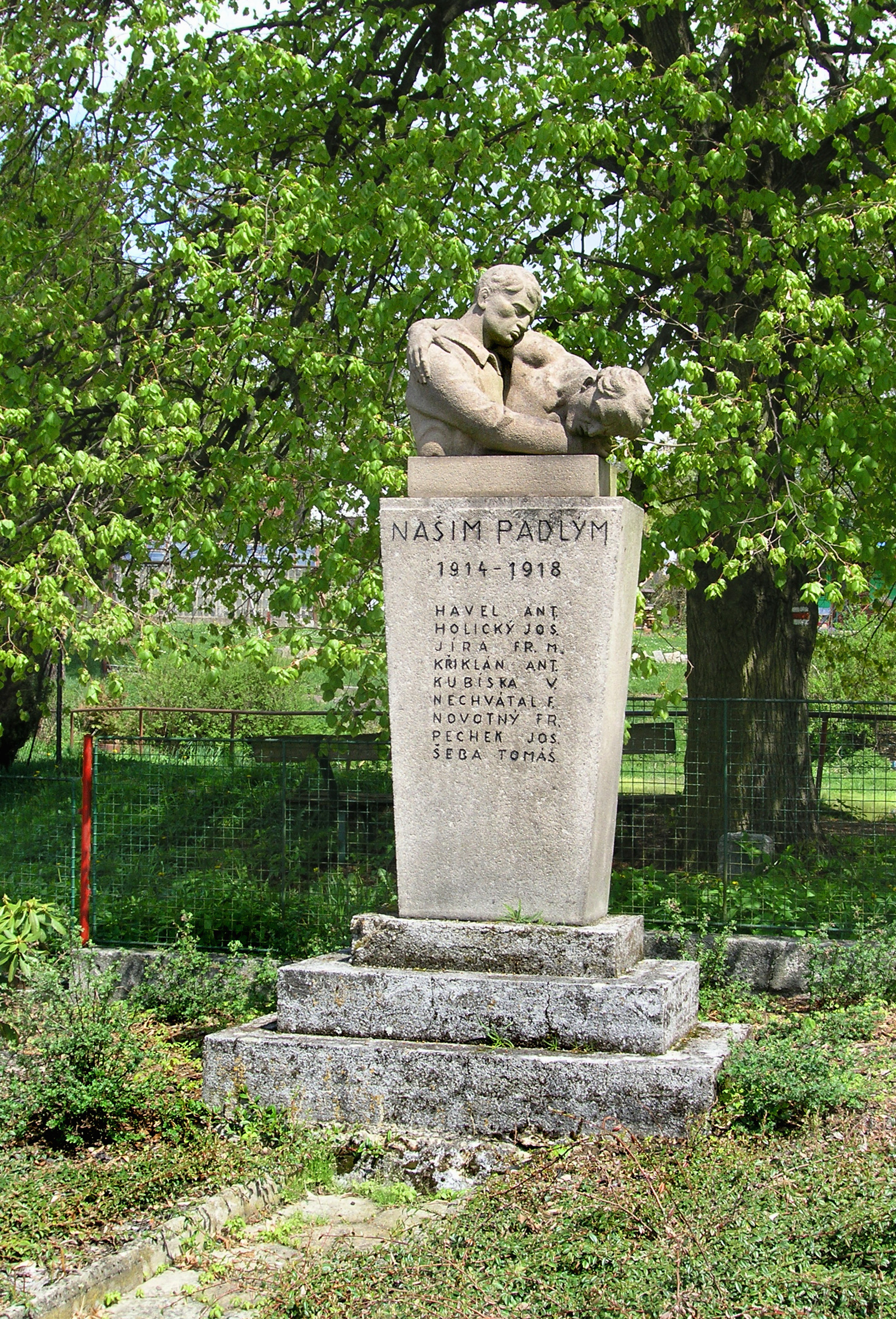